# Parera
Parera è una città dell'Argentina, capoluogo del dipartimento di Rancul nella provincia di La Pampa.